# Țăudu, Sălaj
Țăudu (în maghiară: Cold) este un sat în comuna Almașu din județul Sălaj, Transilvania, România.